# Tropic Air
Tropic Air ist eine Fluggesellschaft aus Belize mit Sitz in San Pedro. Das ursprünglich als Tropical Air Services gegründete Unternehmen fliegt als größte Fluggesellschaft Belizes elf Zielorte in Belize an. International bedient sie Linienverbindungen nach Cancun in Mexiko, Roatán in Honduras sowie Flores und Guatemala-Stadt in Guatemala. Tropic Air betreibt zudem den Flugplatz Maya Flats bei San Ignacio. Annähernd 300 Angestellte wickeln täglich 200 Flüge ab.

## Geschichte
Im Jahr 1965 erwarb John Greif (Senior), der Eigentümer des San Pedro Holiday Hotels auf der Insel Ambergris Caye war, eine Cessna 180, um mit dieser Hotelgäste vom Festland einzufliegen. Hierfür legte er eine Landepiste in San Pedro an, aus welcher der spätere Flugplatz entstand. Die heutige Fluggesellschaft wurde 1979 von seinem Sohn John Greif III unter dem Namen Tropical Air Services gegründet und nahm ihren Betrieb im November 1979 mit einer Cessna 172 vom Flugplatz in San Pedro auf. Das Unternehmen ließ im Jahr 1981 ein eigenes Terminal auf dem Belize City Municipal Airport, dem kleinen Stadtflughafen von Belize City, errichten sowie ein Jahr später ein weiteres Abfertigungsgebäude in San Pedro.
Seit 1984 firmiert die Gesellschaft im Außenauftritt unter dem Markennamen Tropic Air. Etwa zeitgleich wurden Flugzeuge des Typs Cessna 207 in Dienst gestellt, die auf nationalen Strecken sowie auf der ersten internationalen Linienverbindung von Belize City nach Flores in Guatemala zum Einsatz kamen. Zur Wartung dieser Maschinen wurde ein Hangar auf dem Flugplatz San Petro gebaut. Im Jahr 1990 beschäftigte das Unternehmen 38 Angestellte und setzte vier Cessna 207, darunter auch eine Frachtmaschine, eine Cessna 414 sowie als größtes Flugzeug eine DHC-6 Twin Otter ein.
Tropic Air stellte im November 1994 ihre erste Cessna 208 in Dienst und vereinheitlichte in den Folgejahren die Flotte weitgehend mit diesen 14-sitzigen Flugzeugen. Darunter befand sich auch die tausendste Maschine dieses Typs, die am 20. Oktober 1998 vom Hersteller übernommen wurde und einen entsprechenden Aufkleber trug. John Greif III trat im selben Jahr die Geschäftsleitung an Celi McCorkle ab. Im Jahr 2000 beschäftigte die Gesellschaft 120 Mitarbeiter. Die Flotte bestand zu dieser Zeit aus sechs Cessna 208, einer Cessna 207 und einer Cessna 172.

## Flotte

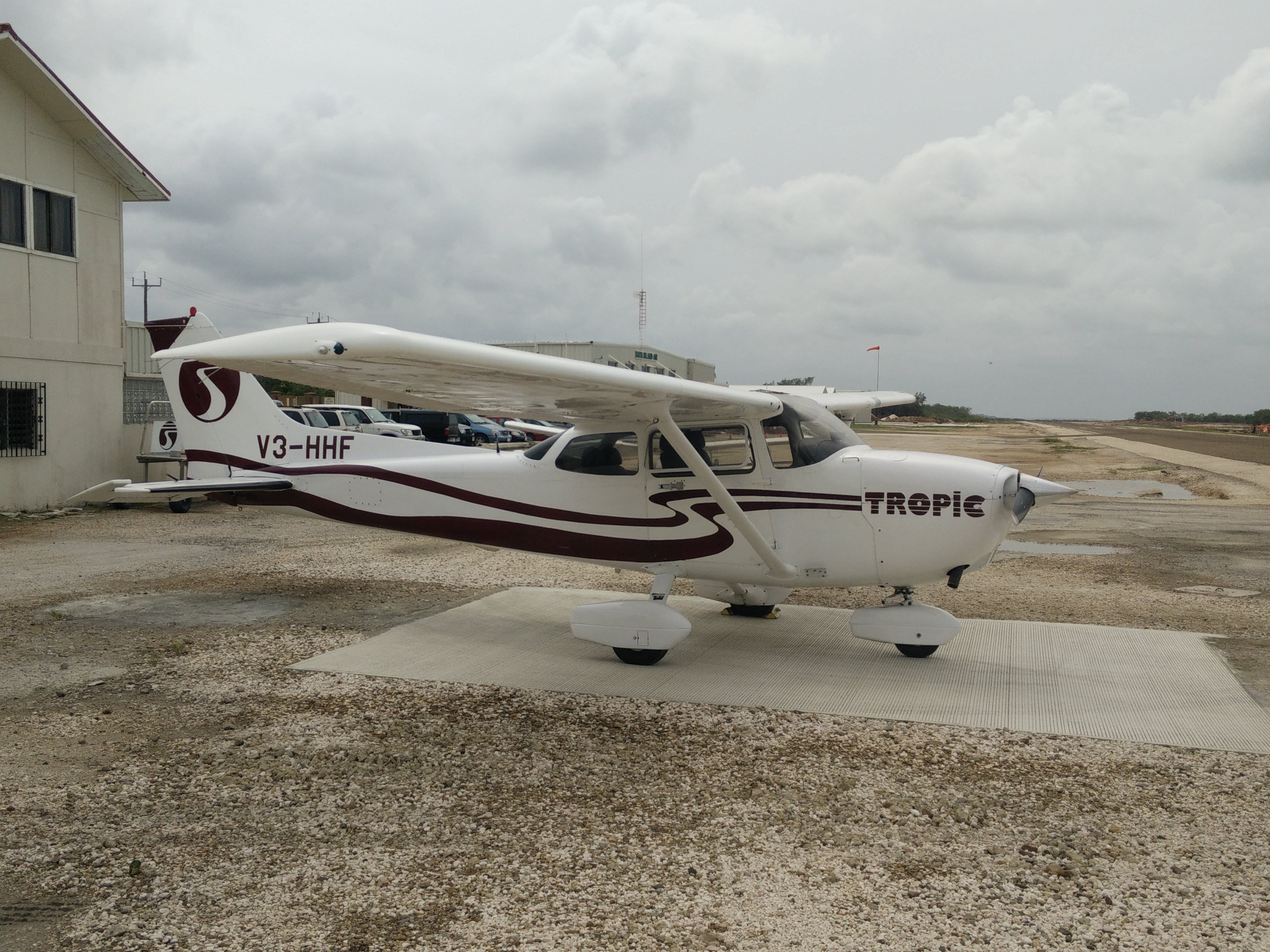
Die Cessna 172 der Tropic Air auf dem Belize City Municipal Airport

Mit Stand Juli 2022 besteht die Flotte der Tropic Air aus 18 Flugzeugen:
- 15 Cessna Grand Caravans (208B)
- 2 Cessna 182
- 1 Beech 1900D[10][11]

## Ehemalige Flugzeugtypen
- 1 Gippsland Airvan 8